# Drnovo
Drnovo este o localitate din comuna Krško, Slovenia, cu o populație de 392 de locuitori.